# 世界戦略総合研究所
一般社団法人世界戦略総合研究所（せかいせんりゃくけんきゅうじょ）は、日本の保守系シンクタンク。日本国家戦略研究所を前身とする。世界平和統一家庭連合（旧統一教会）の関連政治団体である。

## 概要・沿革
統一教会の広報委員長、国際勝共連合の事務総長を務めていた阿部正寿は「『統一原理』が人生の根本問題を解決する真理であることをわかりやすく説いていく」ことを中心に据え、宗教ならびに政治活動を行っていた。そして2000年に小林幸司とともに日本国家戦略研究所を設立。
2008年、世界戦略総合研究所へ名称変更。

### 安倍政権との結びつき
2009年8月30日、第45回衆議院議員総選挙が行われ、民主党は史上最多の308議席を獲得した。9月16日に鳩山由紀夫内閣が成立し、自由民主党は野党に転落した。
統一教会は挫折に傷付いた安倍晋三に接近。「安倍先生をもう一度総理に」という文鮮明の意向は信者たちに広く共有され、教団は複数のルートでアプローチを図った。イギリスやイスラエルで宣教を行っていた阿部正寿は文の指令を受け、2010年に正式に帰国した。同年2月6日、世界戦略総合研究所は、都内で開いたシンポジウムに安倍を講師として招き、安倍は「保守再生」をテーマに講演を行った。
2011年12月6日、生長の家栄える会名誉会長の神谷光徳が会長を務める一般社団法人日本経済人懇話会の青年部「青年真志塾」は、安倍が基調講演を務めるシンポジウム「強い『経済』、美しい国『日本』」を永田町の星陵会館で開催。世界戦略総合研究所は同シンポジウムの共催者として名を連ねた。シンポジウムは「青年真志塾」幹事長の小川榮太郎が取り仕切った。
2012年2月11日、「青年真志塾」は解散し、独立組織として、安倍首相復活を目指す「創誠天志塾」が新たに設立された。塾長も神谷光徳から小川榮太郎に引き継がれた。2月14日、「青年真志塾」の最後の月例会が開催され、安倍の側近と言われた下村博文が講演を行った。同月例会に世界戦略総合研究所の阿部と小林は出席し、下村と交流を深めた。
同年4月30日、世界戦略総合研究所は同年9月の自民党総裁選を見据えイベントを企画。世界戦略総合研究所長の阿部、同事務局次長の小林幸司、同筆頭理事の加藤幸彦らは、安倍晋三、妻の安倍昭恵、今井尚哉、長谷川榮一とともに高尾山に登り、安倍の捲土重来を祈願した。阿部ら教団幹部によって集められた300人の若者も、安倍夫妻とともに登った。この山登りには前述の小川も参加した。
同年7月30日、「新しい政治の潮流」と題したシンポジウムを憲政記念館で開催。パネリストとして安倍晋三、中川秀直、宍戸駿太郎、阿部らが参加した。11月1日、一般社団法人世界戦略総合研究所に組織変更。
安倍は9月26日に行われた党総裁選で勝利をおさめ、12月の衆院選を経て首相に返り咲いた。下村は文部科学大臣に就任した。小林幸司は「内閣総理大臣に対し、各界において功績、功労のあった」者として、2013年から2016年まで「桜を見る会」に招待される栄誉に浴した。
2014年12月の衆院選に際し、阿部と小林は、世界日報社社長の木下義昭、同政治部長の早川一郎、世界平和女性連合の東京第六連合会の事務局長らとともに、下村を積極的に支援。翌2015年8月の教団の名称変更の実現に寄与した。

### 安倍晋三銃撃事件以後
2022年7月8日、安倍晋三が奈良市で銃撃され死亡。7月11日午後から、日本でも、統一教会と政治家との繋がりが大手メディアで取り沙汰されるようになるが、7月30日、世界戦略総合研究所の阿部正寿会長は「当研究所はどの団体、人物からも一切の干渉を受けない独立した研究所である」「世界平和統一家庭連合からは、協力、支援、援助を受けたことはない」「また、当法人から世界平和統一家庭連合に対して、協力、支援、援助をおこなったことは全くない」「私は国際勝共連合の事務総長を務めていた」との声明を発表した。統一教会のダミー団体であることを否定し、「2011年2月、『立て直そう日本・女性塾』の定例会に講師として呼ばれた私は、主催者である伊藤玲子先生と深く意気投合、また、教育評論家の小林正先生、現在当団体の副会長を務めるK氏等と共に、交流会を重ね、これをベースに現在の世界戦略総合研究所の法人化が推進されたのです」と説明した。事務局長の小林も『文藝春秋』の取材に対し、同様の回答をした。